# 中共安铺中学抗日支部旧址
中共安铺中学抗日支部旧址，位于中国广东省湛江市廉江市安铺镇中学，为湛江市廉江市的一个市级文物保护单位，类型为近现代重要史迹及代表性建筑，公布时间为1994年4月17日。
中共安铺中学抗日支部旧址的历史年代为抗日战争时期。